# Al-Kalam (Syria)
Al-Kalam (arab. القلم) – wieś w Syrii, w muhafazie Aleppo, w dystrykcie Afrin. W 2004 roku liczyła 77 mieszkańców.